# Just Like a Woman (chanson de Bob Dylan)
Pour les articles homonymes, voir Just Like a Woman.
Singles de Bob Dylan
I Want You
(1966) Leopard-Skin Pill-Box Hat
(1967)
Pistes de Blonde on Blonde
Leopard-Skin Pill-Box Hat Most Likely You Go Your Way (And I'll Go Mine)
Just Like a Woman est une chanson de Bob Dylan parue en 1966 sur l'album Blonde on Blonde. Sortie en single aux États-Unis la même année, elle s'est classée 33e dans le Billboard Hot 100.

## Reprises
- Manfred Mann, en single (10e au Royaume-Uni), l'année de sa sortie.
- Richie Havens en 1967 en dixième et avant-dernière piste de son premier album Mixed Bag.
- Joe Cocker dans son premier album With a Little Help from My Friends sorti le 23 avril 1969.
- Les Byrds ont enregistré deux reprises de la chanson, lors des sessions des albums (Untitled) (1970) et Byrdmaniax (1971). Ces reprises ont respectivement vu le jour dans le coffret Byrds (1990) et dans la réédition de Byrdmaniax (2000).
- Nina Simone la reprend sur son album Here Comes the Sun en 1971.
- Charlotte Gainsbourg et Calexico, pour la musique du film I'm not there de Todd Haynes en 2007.
- Francis Cabrel en réalise une version française, sous le titre Comme une femme, pour son album Vise le ciel, qui sort en 2012.